# Love Is Colder Than Death

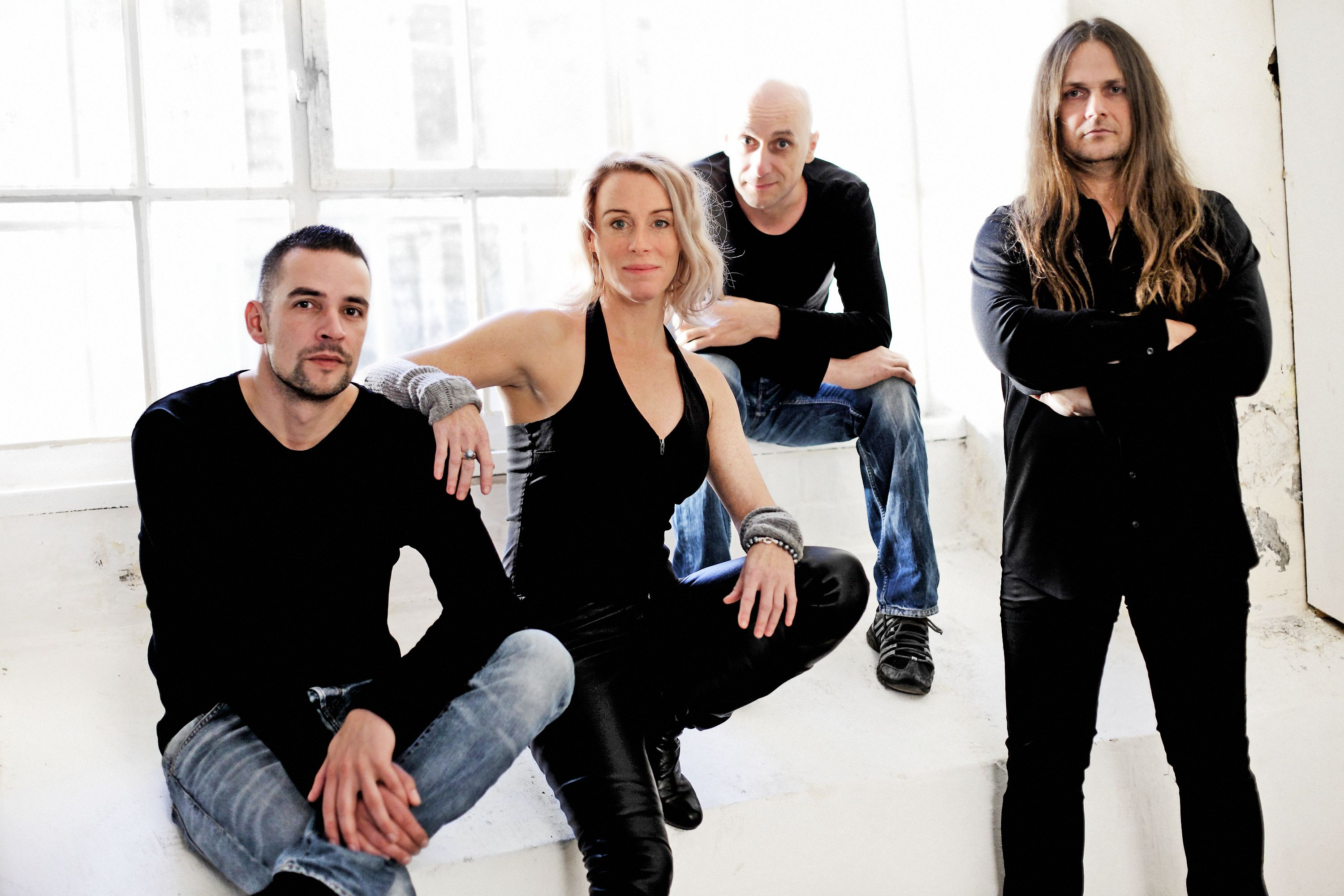
Love Is Colder Than Death (2012)

Love Is Colder Than Death ist eine deutsche Musikgruppe. Die Band wurde stilistisch zunächst dem Dark-Wave-Umfeld, insbesondere der Neoklassik, zugeordnet und entwickelte sich im Laufe der Zeit zu einer semi-akustischen Performance-Gruppe, die Bestandteile der Weltmusik mit einer für sich gewählten Freestyle-Attitüde verknüpft.

## Geschichte

### Die frühen Jahre
Im Sommer 1989 wurde die Gruppe von Maik Hartung, Sven Mertens und Susann Heinrich unter dem Namen Six Bones in Leipzig gegründet. Im Jahr 1990 trat als viertes Mitglied Ralf Donis hinzu, der Name wurde anschließend in Love Is Colder Than Death geändert und leitet sich von dem gleichnamigen Film Liebe ist kälter als der Tod ab.
Nach einem Vertragsschluss mit dem Label Hypnobeat bzw. dessen Sublabel Hyperium Records, erschien 1991 unter dem Titel „Wild World“ die erste offizielle Veröffentlichung, die stilistisch noch stark in das Electro-Wave-Umfeld tendierte, aber auch neoklassische Elemente aufwies, die auf späteren Werken deutlicher hervortraten und die Band international bekannt machen sollten.
Der Schwerpunkt ihrer Arbeiten lag zunächst auf der Vertonung von Versen englischer Romantiker wie William Blake, schon bald begannen Love Is Colder Than Death allerdings damit, sich auf das Verfassen eigener Texte zu konzentrieren. Ende 1991 erschien das Debüt-Werk „Teignmouth“, mit dessen Erscheinen Hyperium Records das Konzept der „Heavenly-Voices“-Reihe startete.
1992 absolvierten Love Is Colder Than Death einen Auftritt auf der documenta IX in Kassel, einer Ausstellung für zeitgenössische Kunst. Im selben Jahr folgte das zweite Album „Mental Traveller“, von dem der Track „Veronensis“ den Weg auf mehrere Compilations fand. Für den französischen Markt wurden „Mental Traveller“ und auch das dritte Werk „Oxeia“ an das Pariser Label Semantic lizenziert.

### Split und Reorganisation
1993 verließen Sven Mertens und Ralf Donis die Band und wurden durch Andrew Porter, dem ehemaligen Schlagzeuger der Gothic-Rock-Band The Rose of Avalanche, ersetzt. Sven Mertens beschloss derweil, sich seinem eigenen Projekt In Deyagora zu widmen, Ralf Donis begründete und führte die Crossover-Formation Think About Mutation, die Ende der 1990er Jahre einige kommerzielle Erfolge verbuchen konnte.
Mit den nachfolgenden Werken „Oxeia“ (1994) und „Spellbound“ (1995) und einer Tour durch Südamerika gelang es Love Is Colder Than Death, ihren Bekanntheitsgrad auf internationaler Ebene zu steigern. Hyperium Records lizenzierte anschließend die Veröffentlichungen „Teignmouth“, „Mental Traveller“ und „Oxeia“ an das neu gegründete nordamerikanische Label Metropolis Records weiter.
Trotz des zunehmenden Erfolges verließen Susann Heinrich und Andrew Porter 1995 die Band, da sie voneinander abweichende musikalische Ziele verfolgten. Als einziges Mitglied verblieb Maik Hartung, der in Manuela Budich ersatzweise ein neues Mitglied fand. Die erste Etappe von Love Is Colder Than Death wurde mit „Auter (A Collection)“,  einer für den mexikanischen Markt veröffentlichten Compilation, besiegelt.
Sven Mertens, der bereits 1993 die Band verließ, trat im gleichen Jahr mit dem Projektpartner Ralf Jehnert unter dem Namen In Deyagora auch erstmals live in Erscheinung. Diesem Auftritt wohnten auch Maik Hartung und Susann Heinrich bei. Schon bald darauf gab es Überlegungen zu einer Fusion zwischen In Deyagora und den verbliebenen Mitgliedern von Love Is Colder Than Death. Zum Zusammenschluss kam es kurze Zeit später, Susann Heinrich stieß allerdings erst im Jahr 2000 – nach ihrer Heirat und der Geburt ihres Kindes – als Susan Porter wieder zur Band.

### Neubeginn
1997 beendeten Love Is Colder Than Death die langjährige Zusammenarbeit mit Hyperium Records und wechselten zu Chrom Records, ohne jedoch eine vertragliche Bindung einzugehen. Mit dem Ausbau eines eigenen Tonstudios begannen 1998 die Aufnahmen des vierten Albums „Atopos“, auf dem Manuela Budich den Gesangspart übernahm. Nach der Veröffentlichung von „Atopos“ riefen Love Is Colder Than Death ihr eigenes Label In Deyagora Music ins Leben, auf dem alle nachfolgenden Werke „Eclipse“ (2003), „Inside The Bell“ (2004) und „Time“ (2006) erschienen.
Die Auftritte zu „Eclipse“ im Jahr 2003 im Völkerschlachtdenkmal in Leipzig und auf dem Wave-Gotik-Treffen in den Jahren 2003 und 2005 im Leipziger Schauspielhaus wurden die bisher aufwändigsten Live-Konzerte der Band. Die Perkussionisten Anja Herrmann Sarband und Michael Metzler unterstützten Love Is Colder Than Death bei ihren Auftritten. „Eclipse“ gelangte knapp drei Monate nach seiner Veröffentlichung auf Platz #2 der mexikanischen New Age Sales Charts.
2012 - in Vorbereitung für das Album "Tempest" wurden Anja Herrmann und Uli Stornowski mit in die Band geholt, um auch wieder Live-Konzerte zu geben. Im Sommer 2013 beendeten beide die Zusammenarbeit mit Love Is Colder Than Death.

## Stil
Love Is Colder Than Death wurden von Presse und Hörerschaft häufig in das Mittelalter-Umfeld gerückt und mit Künstlern wie Dead Can Dance verglichen. Oftmals bediente sich die Band jedoch Elementen unterschiedlicher Epochen und ließ sie in ihre Musik einfließen:

„Wir haben uns sehr intensiv mit den Musikstilen anderer Kulturen auseinandergesetzt, vor allem mit denen aus Afrika und dem Balkan. Dabei sind wir nicht auf eine bestimmte Zeit fixiert, sondern samplen für ein Stück jedes Instrument, das uns fasziniert, ob es aus dem 18. Jahrhundert oder aus dem 11. Jahrhundert stammt.“

Ende der 1990er Jahre gewannen stufenweise folkloristische Komponenten an Bedeutung und Love Is Colder Than Death begannen damit, sich von den herkömmlichen Elektroniksounds nahezu vollständig zu lösen. In dieser Zeit beschäftigte sich Maik Hartung verstärkt mit akustischem Instrumentarium aus unterschiedlichen Ländern, wie dem Iran, Indien, Russland, Bulgarien, China oder Japan, und spielte auf dieser Grundlage mit den übrigen Bandmitgliedern das Werk „Atopos“ ein.

## Diskografie
- 1990: Two Faces but No Guitars (MC - limitiert auf 20 Kopien)
- 1991: Wild World (EP, Hyperium Records)
- 1991: Teignmouth (LP / CD, Hyperium Records – 1995 auf Metropolis Records)
- 1992: Mental Traveller (CD, Hyperium Records – 1992 auch auf Semantic und 1995 auf Metropolis Records)
- 1993: Cenobites (Exclusive Remix) (Exklusiv-Version auf der Compilation „Art & Dance Volume 4“, CD, Gothic Arts Records)
- 1994: Oxeia (CD / MC, Hyperium Records – 1994 auch auf Semantic und 1995 auf Metropolis Records)
- 1995: Spellbound (EP, Hyperium Records)
- 1995: Auter (A Collection) (CD, Opción Sónica)
- 1999: Atopos (CD, Chrom Records / Samadhi Musik)
- 2003: Eclipse (CD, In Deyagora Music / Samadhi Musik)
- 2004: Inside the Bell (CD, In Deyagora Music - limitiertes Live-Album)
- 2006: Time (2CD Collection, In Deyagora Music - limitiert auf 1.000 Kopien)
- 2013: Tempest (CD, In Deyagora Music)